# Chrysler PT Cruiser
Chrysler PT Cruiser – samochód osobowy typu minivan klasy kompaktowej produkowany pod amerykańską marką Chrysler w latach 2000 – 2010.

## Historia i opis modelu

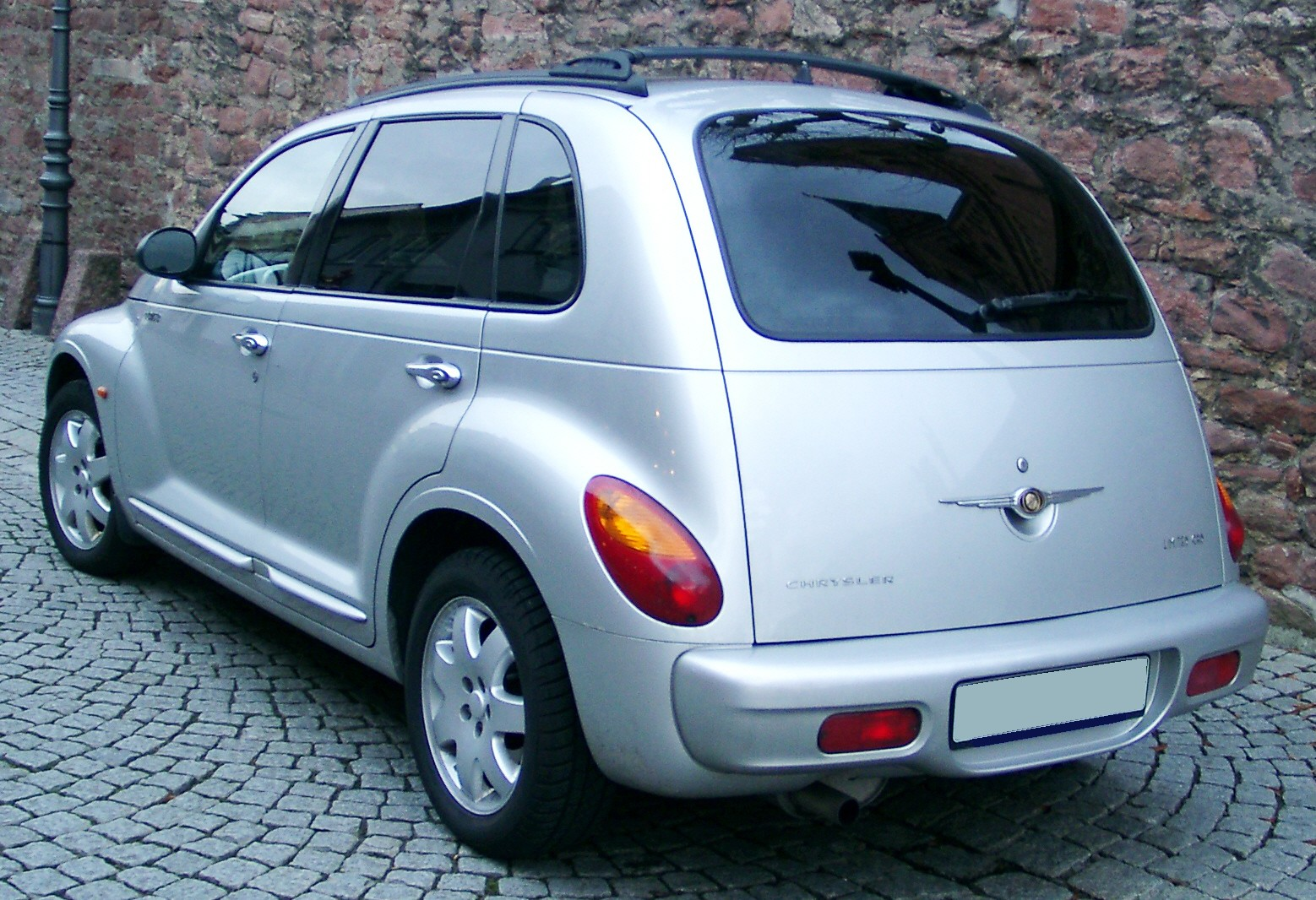
Chrysler PT Cruiser - tył

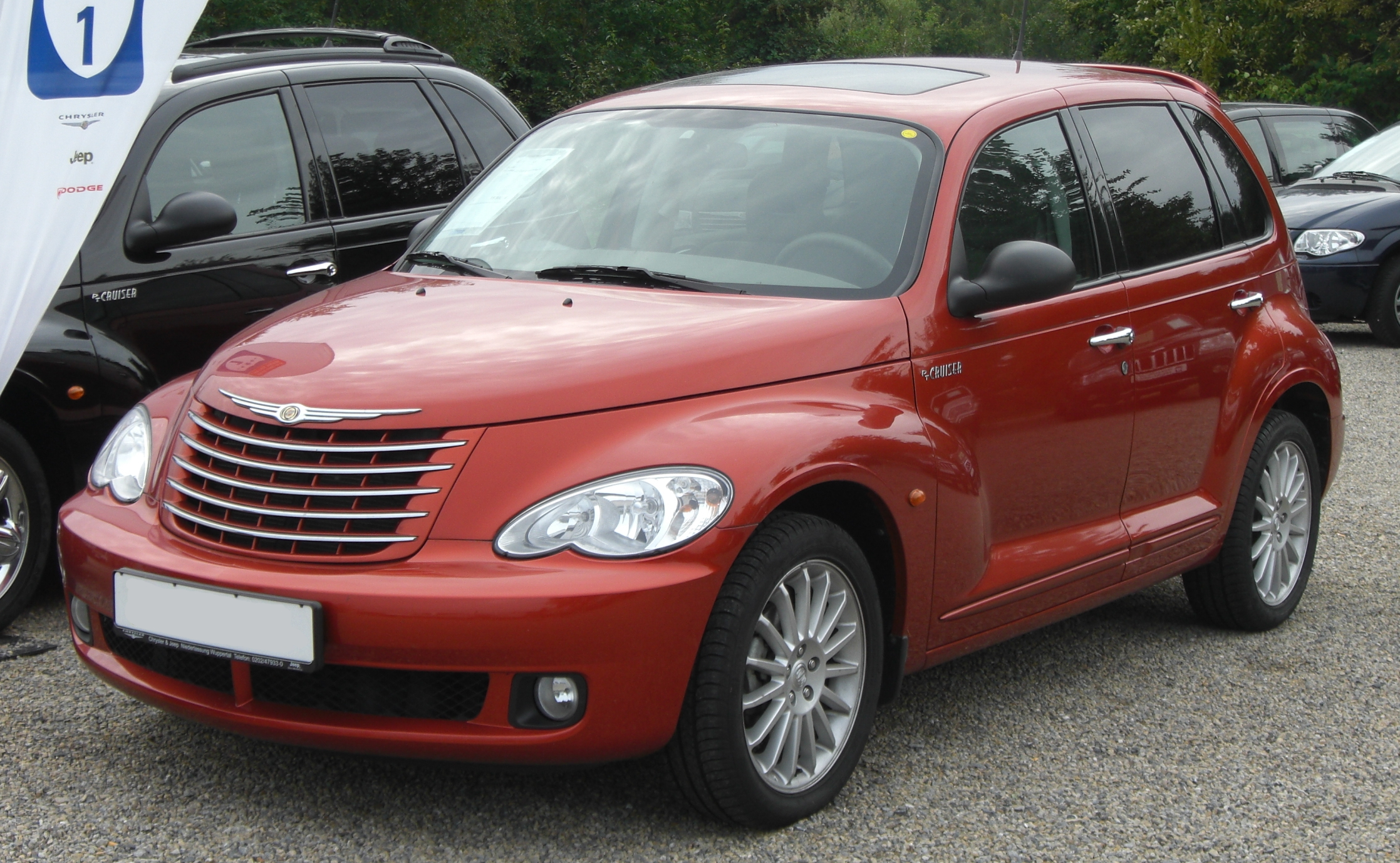
Chrysler PT Cruiser po liftingu

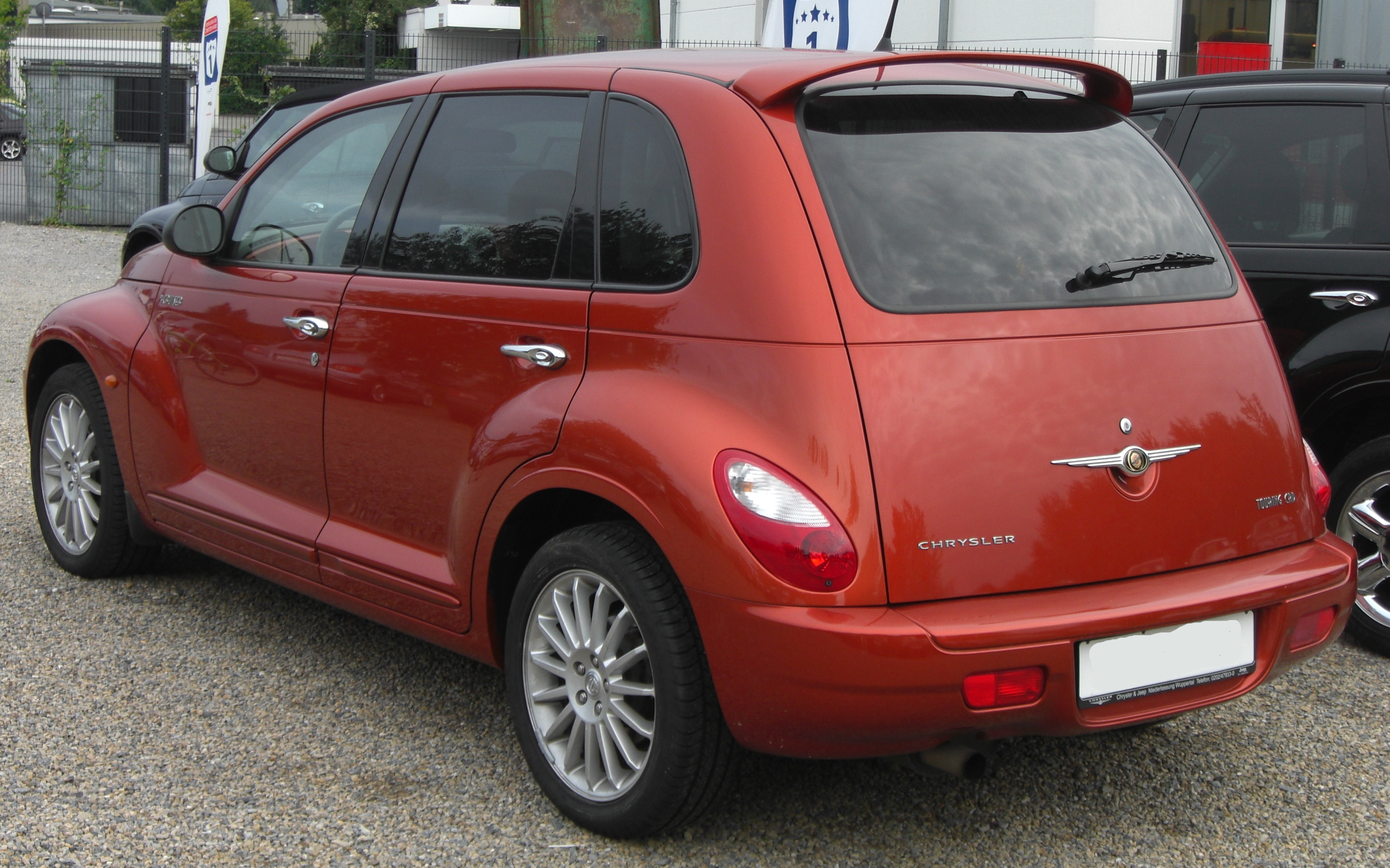
Chrysler PT Cruiser - tył po liftingu

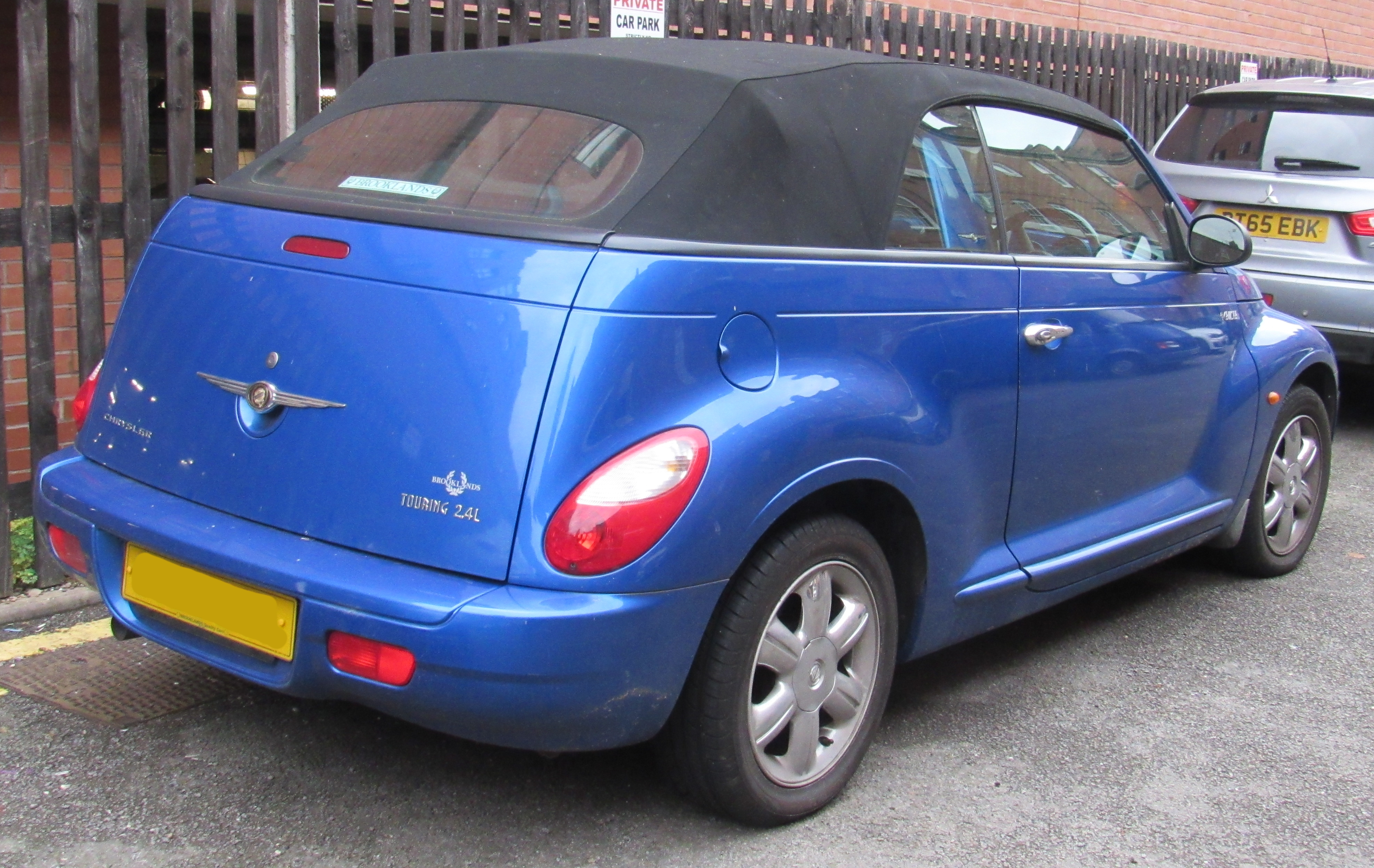
Chrysler PT Cruiser Cabrio

W połowie 90. XX wieku koncern Chrysler planował gruntownie zmodernizować wygląd oferty modelowej marki Plymouth, opierając go na koncepcji stylu retro. Pierwszym modelem zbudowanym według tego założenia został roadster Prowler, a kolejnym modelem w ofercie miał stać się większy, rodzinny pojazd łączący cechy hatchbacka i minivana. Zwiastunem jego wyglądu miał być prototyp Plymouth Pronto przedstawiony w 1997 roku. Ostatecznie koncern Chrysler zdecydował się jednak włączyć seryjną wersję tego prototypu do oferty marki Chrysler z powodu nadchodzącej likwidacji marki Plymouth.
Seryjny Chrysler PT Cruiser został przedstawiony na początku 2000 roku. Samochód wyróżniał się nietypowym wyglądem, z zaokrągloną i zwężającą się ku przodowi maską, wyraźnie zaznaczonymi błotnikami i wysokim, wąskim nadwoziem. W estetyce retro utrzymano także wygląd kokpitu, który zyskał m.in. czteroramienną kierownicę z wąskimi ramionami, lakierowane panele na kokpicie i inne tego typu detale. W 2001 roku samochód zdobył tytuł North American Car of the Year.
W marcu 2006 roku z taśm w meksykańskich zakładach Chryslera w Toluca zjechało milion sztuk PT Cruisera.

### PT Cruiser Cabrio
W 2004 roku Chrysler poszerzył ofertę nadwoziową PT Cruisera o nietypowe połączenie minivan z kabrioletem, prezentując wersję Cabrio. Samochód wyróżniał się jedną parą drzwi, charakterystycznym pałąkiem bezpieczeństwa za pierwszym rzędem siedzeń i miękkim, otwieranym dachem.

### Lifting
W 2006 roku Chrysler zaprezentował PT Cruisera po gruntownej modernizacji. Zmieniono kształt reflektorów, w których pojawiło się wcięcie, a także zmniejszono liczbę ozdobnych, plastikowych elementów na rzecz paneli w kolorze lakieru nadwozia. Zmieniły się też wkłady tylnych lamp oraz zmieniono wygląd deski rozdzielczej. Zyskała ona bardziej kanciasty kształt.

### Koniec produkcji
Produkcja Chryslera PT Cruiser zakończyła się po 10 latach rynkowej obecności w lipcu 2010 roku. Od momentu debiutu w meksykańskim Toluca wyprodukowano łącznie 1,35 miliona sztuk wersji minivan i kabriolet.

### Wersje wyposażeniowe
Minivan:
- Limited
- Touring
- Touring Signature Series
- Street Cruiser
- GT
- Walter P.
- Edition
- Limited Edition Platinum Series
- Dream Cruiser Series

Cabrio:
- GT
- Touring

### Wersje limitowane
- Flames
- Woodie
- PT Dream Cruiser Series 1
- PT Dream Cruiser Series 2
- PT Dream Cruiser Series 3
- PT Dream Cruiser Series 4
- PT Turbo
- Chrome Accents
- PT Cruiser Convertible
- PT Street Cruiser Route 66
- Street Cruiser Pacific Coast Highway Edition
- Street Cruiser Sunset Boulevard Edition
- PT Dream Cruiser Series 5
- Emotion One

### Dane techniczne
| Wersja                | Silnik:                          | Układ zasilania:   | Średnica × skok tłoka: | St. sprężania:     | Moc maksymalna:                    | Maks. moment obrotowy           | 0-100 km/h:        | V-max:             |  |
| Silniki benzynowe:    | Silniki benzynowe:               | Silniki benzynowe: | Silniki benzynowe:     | Silniki benzynowe: | Silniki benzynowe:                 | Silniki benzynowe:              | Silniki benzynowe: | Silniki benzynowe: |  |
| R4 1.6                | R4 1,6 l (1598 cm³), DOHC        |                    |                        |                    |                                    |                                 |                    |                    |  |
| --------------------- | -------------------------------- | ------------------ | ---------------------- | ------------------ | ---------------------------------- | ------------------------------- | ------------------ | ------------------ |  |
| R4 2.0                | R4 2,0 l (1995 cm³), DOHC        | wtrysk EFi         | 87,50 mm × 83,00 mm    | 9,6:1              | 142 KM (104 kW) przy 5700 obr./min | 188 N•m przy 4150 obr./min      | 11.1               | 190 km/h           |  |
| R4 2.4                | R4 2,4 l (2429 cm³), DOHC        | wtrysk EFi         | 87,50 mm × 101,00 mm   | 9,5:1              | 152 KM (112 kW) przy 5100 obr./min | 224 N•m przy 4000 obr./min      | b/d                | b/d                |  |
| R4 2.4 Turbo          | R4 2,4 l (2429 cm³), DOHC, turbo | wtrysk EFi         | 87,50 mm × 101,00 mm   | 8,1:1              | 182 KM (134 kW) przy 5200 obr./min | 285 N•m przy 2800-4000 obr./min | b/d                | b/d                |  |
| R4 2.4 Turbo          | R4 2,4 l (2429 cm³), DOHC, turbo | wtrysk EFi         | 87,50 mm × 101,00 mm   | 8,1:1              | 218 KM (160 kW) przy 5000 obr./min | 332 N•m przy 3600 obr./min      | 7,5                | 193                |  |
| Silniki wysokoprężne: |                                  |                    |                        |                    |                                    |                                 |                    |                    |  |
| R4 2.2 CRD            | R4 2,2 l (2148 cm³), DOHC, turbo | common rail        | 88,00 mm × 88,30 mm    | 18,0:1             | 121 KM (89 kW) przy 4200 obr./min  | 300 N•m przy 1600-2600 obr./min | 12,1 s             | 182 km/h           |  |
| R4 2.2 CRD            | R4 2,2 l (2148 cm³), DOHC, turbo | common rail        | 88,00 mm × 88,30 mm    | 18,0:1             | 150 KM (110 kW) przy 4200 obr./min | 300 N•m przy 1600-2600 obr/min  | 11,2 s             | 183 km/h           |  |